# 成功鎮

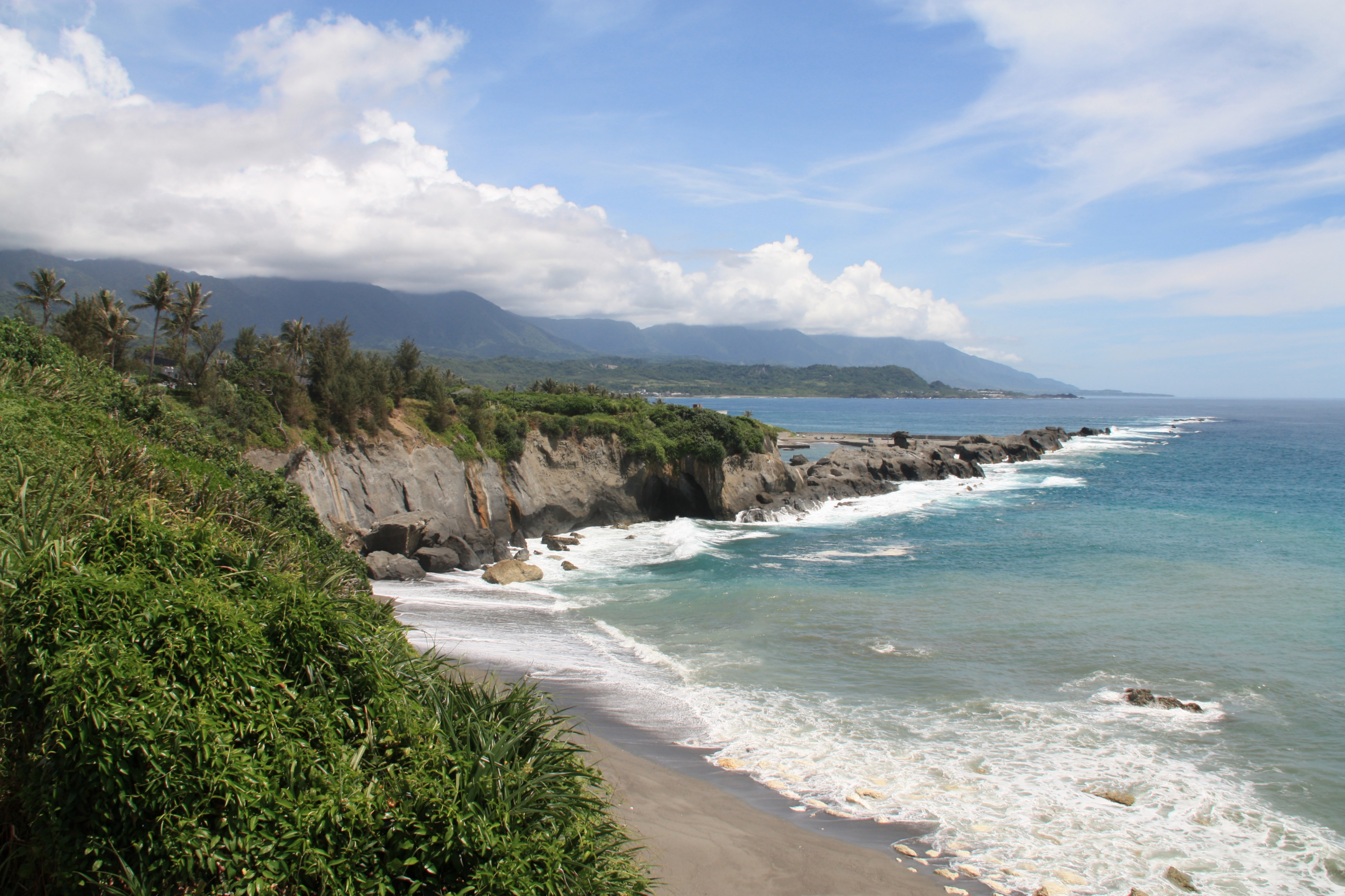
石雨傘海岸

成功鎮（チェンゴン/せいこう-ちん）は、台湾台東県の鎮。

## 地理
成功鎮は台東県東北部に位置し、西は海岸山脈を隔てて東河郷及び花蓮県富里郷と、北は長浜郷と、南は東河郷とそれぞれ接し、東は太平洋に面している。南北に細長い形状であり、東部には海岸平原が僅かに広がるが、大部分は西部を中心とした海岸山脈による山地となっている。年間平均気温は23.7℃、年間降水量は約2,000mmである。

## 歴史
成功鎮は旧名を「蔴荖漏」と称し、後に「新港」と改称、戦後「成功」と更に改名された。「蔴荖漏」の名称の由来は諸説あるが、一説によれば、1850年頃に海岸一帯が津波に襲われ、塩害で草木が枯れた。その様を意味する「ラウラウ」だという。清末には阿美族の集落が築かれ、農耕に従事していた。1920年の地方制度實施とともに「麻荖漏社が、花蓮港や臺東に船の寄泊し得ぬ時でも繋留し得らるゝを以て」新港と改稱し、新港支廳を設置した。戦後初期、台湾国内で「新港」の名称を有す郷鎮が3ヶ所存在し、政府は混乱を避けるために改称を決定、成功鎮は新港の様子が「安平港」と類似し、また新港は北郊外の成広澳から発展したため、「成広」と音が類似した「成功」を、鄭成功の顕彰を兼ねて地名とした。

## 行政区
| 里                                                             |
| -------------------------------------------------------------- |
| 博愛里、忠孝里、三仙里、三民里、忠智里、忠仁里、和平里、信義里 |

## 歴代鎮長
| 代 | 氏名 | 任期 |
| -- | ---- | ---- |

## 教育

### 高級商業学校
- 国立成功商業水産職業学校

### 国民中学
- 台東県立新港国民中学

### 国民小学
| - 台東県立信義国民小学 - 台東県立三民国民小学 - 台東県立三仙国民小学 - 台東県立成功国民小学 | - 台東県立和平国民小学 - 台東県立忠孝国民小学 - 台東県立博愛国民小学 |

## 交通
| 種別 | 路線名称 | その他 |
| ---- | -------- | ------ |

## 観光

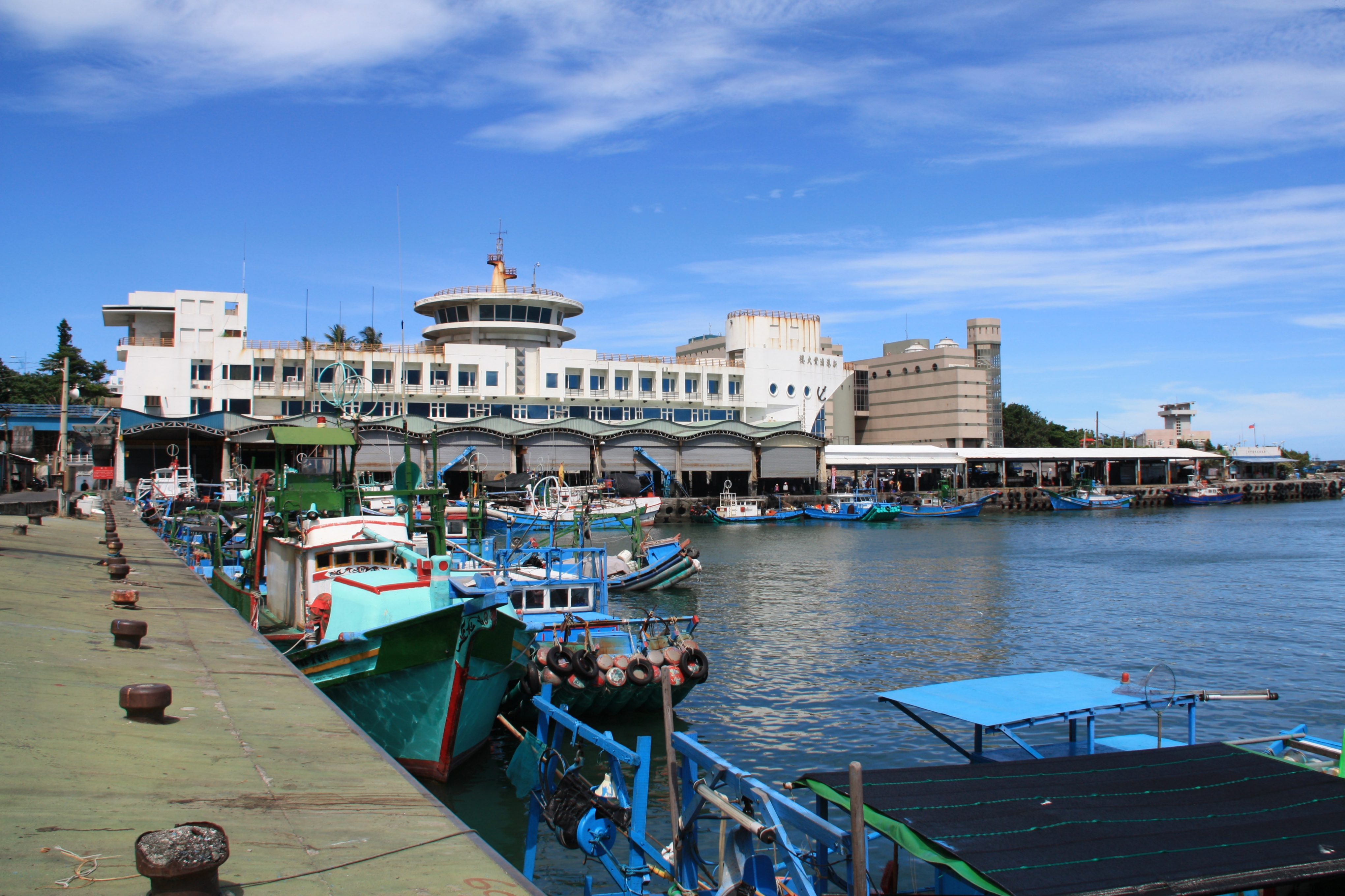
成功漁港（新港漁港）

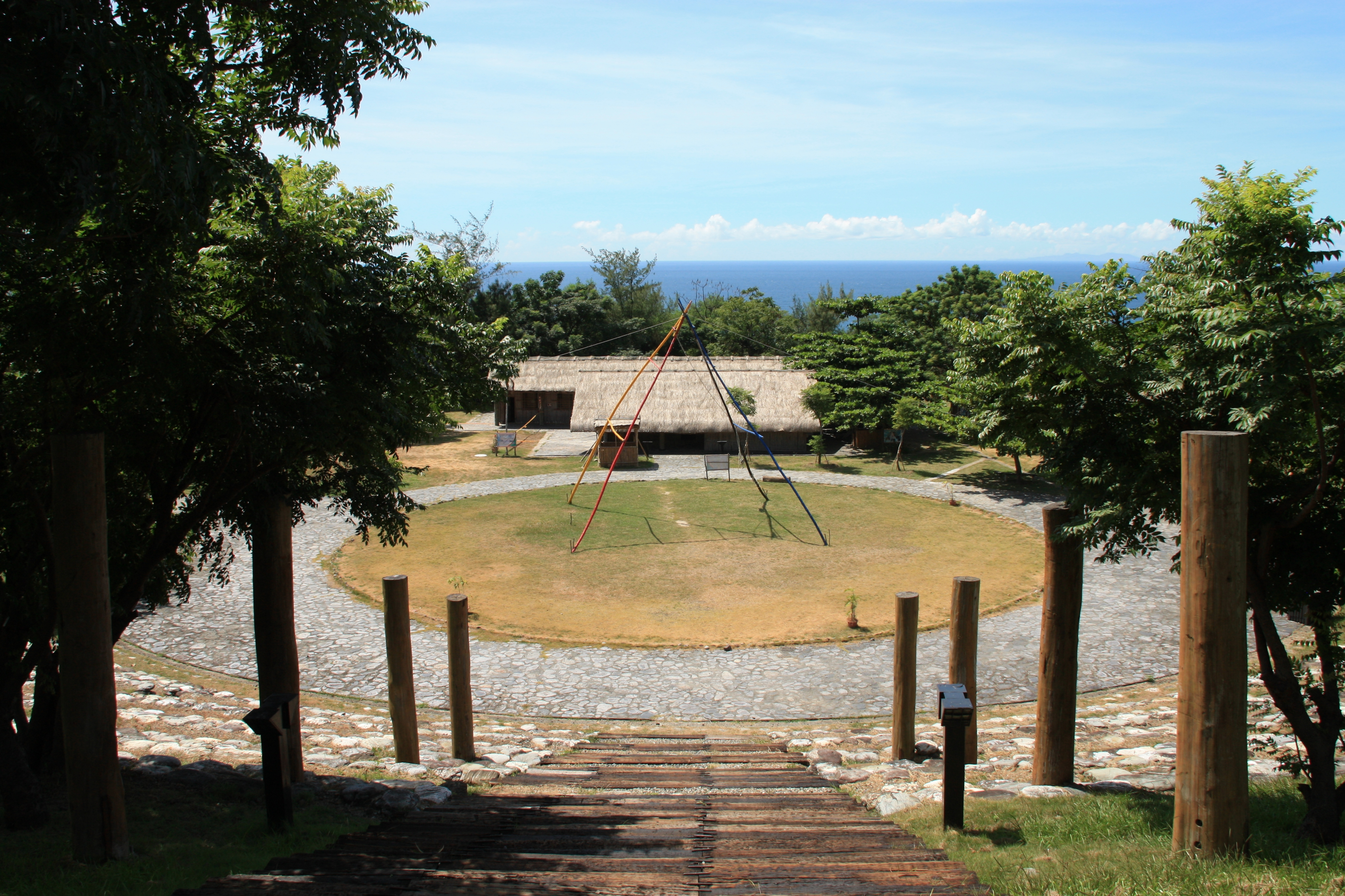
アミ族民俗センター

- 三仙台
- 成広澳天后宮（中国語版）
- 広恒初商号遺跡
- 石雨傘（中国語版）
- 白守蓮河浜公園
- 成功漁港（中国語版）
- 雲海山道場
- 新港瀑布（中国語版）
- 成功鎮原住民文物館（中国語版）
- アミ族民俗センター（中国語版）